# Clase Murature
La Clase Murature es una clase de patrulleros de la Armada Argentina de la Segunda Guerra Mundial, originalmente clasificados como minadores y más tarde reclasificados como patrulleros. La clase lleva el nombre de José Luis Murature, ministro de Relaciones Exteriores de Argentina de 1916 a 1918.[cita requerida]

## Diseño
La clase fue como parte de un programa para construir cuatro buques de guerra de minas durante la Segunda Guerra Mundial, de los cuales dos (ARA Murature y ARA King) se completaron como naves de patrulla y los otros (ARA Piedrabuena y ARA Azopardo) como fragatas antisubmarinas.

## Historia
El ARA Murature fue botado en 1944 y comisionado en 1945, mientras que su hermano el ARA King fue botado en 1943 y se puso en servicio en 1946. En 1955 ambos participaron en el levantamiento contra el gobierno de Juan Domingo Perón conocido como Revolución Libertadora, cuando protegió como una batería flotante la base naval rebelde en Río Santiago y fue ametrallada por aviones de combate Gloster Meteor leales al gobierno.
Según el capitán de navío (R) Benjamín Cosentino, que actuó como asesor antisubmarino del Oficial de Comando Táctico de la Fuerza Destructora Argentina en febrero de 1960, ese mes fue enviado a la Escuela de Guerra Naval para escribir el informe final sobre la 1960 Incidente Golfo Nuevo para el Estado Mayor Naval Argentino. En este incidente, uno o posiblemente dos submarinos intrusos de bandera desconocida estuvieron presentes en el Golfo Nuevo, provincia de Chubut, entre el período del 31 de enero y el 17 de febrero de 1960 y eludieron o sobrevivieron a todos los intentos de hundirlos. Una u otra de las patrullas de Murature estuvo involucrada en los seis ataques de profundidad o de artillería a lo largo de los bajíos costeros: Murature el 4, 7 (tarde), 11 y en compañía de King el 16 de febrero de 1960: King el 5, 7 ( mañana) y junto con Murature el 16 de febrero de 1960.
Murature era la unidad más vieja que todavía estaba en servicio en la armada argentina a partir de 2014 cuando fue desmantelada; su hermana King permaneció como la unidad más vieja todavía en servicio en la armada argentina a finales de 2018.

## Clase
| Nombre   | Número | Constructor       | Iniciado | Botado | Asignado | Baja | Destino    |
| -------- | ------ | ----------------- | -------- | ------ | -------- | ---- | ---------- |
| Murature | P-20   | AFNE Río Santiago | -        | 1944   | 1945     | 2014 | Desguazado |
| King     | P-21   | AFNE Río Santiago | -        | 1943   | 1946     | -    | -          |